# SuperStar (Future TV)
Pour les articles homonymes, voir Superstar.
Super-Star (arabe : سوبر ستار) est une émission de compétition musicale basée sur la populaire émission musicale britannique Pop Idol, créée par Simon Fuller. L'émission unifie la communauté arabe (Maghreb et Moyen-Orient) en leur laissant voter pour la future vedette de la chanson arabe. Le show fut diffusé au niveau mondial à travers Future TV, une chaine de télévision libanaise, a l'ensemble des pays arabes et de la diaspora. C'est également la première émission issue de la franchise "Idol" à montrer des participants venant de plusieurs pays. 
Cette émission fut un immense succès. Ali Jaber, le manager exécutif de Future TV, a cite que "Ceci fut le plus gros succès pour une chaine arabe. Il n'y a pas de programme télévisé qui a ému le monde arabe comme ca."
Malgré une première saison qui a dépassé toutes les espérances, cette émission a été éclipsée par la version arabe de Star Academy, sur la chaîne libanaise LBC, qui, bénéficiant de l'effet « Big Brother » en plus, a dépassé l'émission en termes d'audimat et de qualité après seulement une saison. SuperStar a perduré sur cinq saisons, terminant en 2008. Néanmoins, l'émission a produit des grands artistes, que ce soit parmi les vainqueurs, en particulier ceux de la première saison comme Diana Karazon, Rouwaida Attieh ou Melhem Zein.

## SuperStar saison 1 (2003)
La première saison de SuperStar s'est poursuivie entre le 23 juin 2003 et le 18 aout 2003. Après une compétition très serrée avec le Libanais Melhem Zein et la vocaliste syrienne Rouwaida Attieh, la jeune Diana Karazon, jeune Jordanienne de 20 ans, remporte le titre, ainsi qu'un contrat avec une maison de disques. Elle a remporte un vif succès dans le monde arabe avec son single "Ensani Ma Binsak", qu'elle a chante lors de la compétition World Idol, et dans lequel elle s'est classe avant-dernière. Elle est affiliée avec la grande maison de disques Alam El Phan qui produit des grandes stars comme Samira Said, Warda, Elissa, etc. avec quatre albums à son actif. La finaliste Rouwaida Attieh est également devenue une grande chanteuses avec trois albums à son actif, tout comme le demi-finaliste Melhem Zein.
Participants et date d'élimination:
| classement | nom              | pays                | Date d'élimination        |
| ---------- | ---------------- | ------------------- | ------------------------- |
| 1          | Diana Karazon    | Jordanie            | Vainqueur Cheb Khaled     |
| 2          | Rouwaida Attieh  | Syrie               | Finaliste Cheb Khaled     |
| 3          | Melhem Zein      | Liban               | 11/08/2003 Nawal zoghbi   |
| 4          | Saoud Abu Sultan | Émirats arabes unis | 04/08/2003 Wael Kfoury    |
| 5          | Wael Mansour     | Égypte              | 28/07/2003 Carole Samaha  |
| 6          | Shadi Aswad      | Syrie               | 21/07/2003 Khaled Agag    |
| 7          | Merhi Serhal     | Liban               | 14/07/2003 Myriam Fares   |
| 8          | Mohammed Lafi    | Palestine           | 07/07/2003 Mohamed Hamaki |
| 9          | Nancy Zabalawi   | Syrie               | 30/06/2003 Elissa         |
| 10         | Saber Hawari     | Algérie             | 30/06/2003 Ramy Ayash     |
| 11         | Saad Jamaleddin  | Liban               | 23/06/2003 Nancy Ajram    |
| 12         | Haitham Said     | Égypte              | 23/06/2003 Shireen Wajdi  |

## SuperStar saison 2 (2004)
| classement | nom                  | pays                | Date d'élimination |
| ---------- | -------------------- | ------------------- | ------------------ |
| 1          | Ayman El Aatar       | Libye               | Vainqueur          |
| 2          | Walid Farah          | Liban               | Finaliste          |
| 3          | Hadi Aswad           | Syrie               | 16/08/2004         |
| 4          | Ammar Hassan         | Palestine           | 09/08/2004         |
| 5          | Brigitte Yaghi       | Liban               | 02/08/2004         |
| 6          | Mohannad Mshallah    | Syrie               | 26/07/2004         |
| 7          | Houssam Madanieh     | Syrie               | 19/07/2004         |
| 8          | Abir Nameh           | Liban               | 12/07/2004         |
| 9          | Abdelrahman Mohammed | Arabie saoudite     | 12/07/2004         |
| 10         | Houssam Chami        | Liban               | 28/06/2004         |
| 11         | Mohammed Daoud       | Koweït              | 21/06/2004         |
| 12         | Waad El Bahri        | Syrie               | 14/06/2004         |
| 13         | Mustafa Shwiekh      | Égypte              | 14/06/2004         |
| 14         | Raneen El Shaar      | Liban               | 07/06/2004         |
| 15         | Zahi Saffeyeh        | Liban               | 07/06/2004         |
| 16         | Rania Shaaban        | Émirats arabes unis | 31/05/2004         |
| 17         | Yasmine El Hussaini  | Égypte              | 31/05/2004         |

## SuperStar saison 3 (2005-2006)
| classement | nom                  | pays            | Date d'élimination |
| ---------- | -------------------- | --------------- | ------------------ |
| 1          | Ibrahim El Hakami    | Arabie saoudite | Vainqueur          |
| 2          | Shahad Barmada       | Syrie           | Finaliste          |
| 3          | Ayman Lsiq           | Tunisie         | 30/01/2006         |
| 4          | Ahmed El Faleh       | Irak            | 23/01/2006         |
| 5          | Asmaa Othmani        | Tunisie         | 23/01/2006         |
| 6          | Nancy Nasrallah      | Liban           | 09/01/2006         |
| 7          | Haitham El Shoumali  | Palestine       | 02/01/2006         |
| 8          | Ibrahim Abd Elandhim | Libye           | 26/12/2005         |
| 9          | Asma Benahmed        | Tunisie         | 19/12/2005         |
| 10         | Hatim Idar           | Maroc           | 19/12/2005         |
| 11         | Samar Andeel         | Égypte          | 05/12/2005         |
| 12         | Yousra Hamzawi       | Tunisie         | 28/11/2005         |

## SuperStar saison 4 (2007)
| classement | nom                | pays    | Date d'élimination |
| ---------- | ------------------ | ------- | ------------------ |
| 1          | Marwan Ali         | Tunisie | Vainqueur          |
| 2          | Saad Lamjarred     | Maroc   | Finaliste          |
| 3          | Yosra Mahnouch     | Tunisie | 28/05/2007         |
| 4          | Ahmed Hussein      | Liban   | 14/05/2007         |
| 5          | Rihab Saleh        | Égypte  | 07/05/2007         |
| 6          | Ibrahim Ashri      | Égypte  | 30/04/2007         |
| 7          | Fadi Abdelkhaliq   | Liban   | 23/04/2007         |
| 8          | Nesma Kurdi        | Égypte  | 23/04/2007         |
| 9          | Youssef Bara       | Syrie   | 09/04/2007         |
| 10         | Mustafa Said       | Égypte  | 02/04/2007         |
| 11         | Rawda Bin Abdallah | Tunisie | 26/03/2007         |
| 12         | Elian Baeeni       | Liban   | 19/03/2007         |
| 13         | Nada Omar          | Égypte  | 19/03/2007         |

## SuperStar saison 5 (2008)
| classement | nom                | pays            | Date d'élimination |
| ---------- | ------------------ | --------------- | ------------------ |
| 1          | Elie Bitar         | Liban           | Vainqueur          |
| 2          | Abdelmajid Ibrahim | Arabie saoudite | Finaliste          |
| 3          | Mourad El Souiti   | Palestine       | 17/07/2008         |
| 4          | Asmaa El Jabri     | Maroc           | 10/07/2008         |
| 5          | Diana Sharaneq     | Liban           | 10/07/2008         |
| 6          | Dounia Lotfi       | Maroc           | 26/06/2008         |
| 7          | Aidross El Aidross | Arabie saoudite | 19/06/2008         |
| 8          | Housam Tershishi   | Liban           | 12/06/2008         |
| 9          | Oumayma Taleb      | Tunisie         | 05/06/2008         |
| 10         | Anushka Moussa     | Égypte          | 29/05/2008         |
| 11         | Mohammed El Jafeel | Liban           | 08/05/2008         |
| 12         | Abbas Ali          | Irak            | 01/05/2008         |